# Trichomanes floribundum
Trichomanes floribundum là một loài dương xỉ trong họ Hymenophyllaceae. Loài này được Humb. & Bonpl. ex Willd. mô tả khoa học đầu tiên năm 1810.
Danh pháp khoa học của loài này chưa được làm sáng tỏ. 